# Razecueillé
Razecueillé est une commune française située dans le sud-ouest du département de la Haute-Garonne en région Occitanie.
Sur le plan historique et culturel, la commune est dans le pays de Comminges, correspondant à l’ancien comté de Comminges, circonscription de la province de Gascogne située sur les départements actuels du Gers, de la Haute-Garonne, des Hautes-Pyrénées et de l'Ariège. Exposée à un climat de montagne, elle est drainée par le Ger et par divers autres petits cours d'eau. La commune possède un patrimoine naturel remarquable composé de trois zones naturelles d'intérêt écologique, faunistique et floristique.
Razecueillé est une commune rurale qui compte 31 habitants en 2022, après avoir connu un pic de population de 675 habitants en 1866. Elle fait partie de l'aire d'attraction de Saint-Gaudens..
Ses habitants sont appelés les Razecueillois.

## Géographie

### Localisation
La commune de Razecueillé se trouve dans le département de la Haute-Garonne, en région Occitanie.
Elle se situe à 88 km à vol d'oiseau de Toulouse, préfecture du département, à 17 km de Saint-Gaudens, sous-préfecture, et à 26 km de Bagnères-de-Luchon, bureau centralisateur du canton de Bagnères-de-Luchon dont dépend la commune depuis 2015 pour les élections départementales.
La commune fait en outre partie du bassin de vie d'Aspet.
Les communes les plus proches sont : 
Sengouagnet (2,2 km), Milhas (2,3 km), Juzet-d'Izaut (3,3 km), Aspet (5,3 km), Arbon (5,5 km), Cazaunous (5,6 km), Arguenos (6,0 km), Portet-d'Aspet (6,3 km).
Sur le plan historique et culturel, Razecueillé fait partie du pays de Comminges, correspondant à l’ancien comté de Comminges, circonscription de la province de Gascogne située sur les départements actuels du Gers, de la Haute-Garonne, des Hautes-Pyrénées et de l'Ariège.
Razecueillé est limitrophe de quatre autres communes.
Les communes limitrophes sont  Boutx, Milhas, Portet-d'Aspet et Sengouagnet.
|             |             | Milhas         |
| Sengouagnet | Razecueillé |                |
|             | Boutx       | Portet-d'Aspet |

### Géologie et relief
La superficie de la commune est de 650 hectares ; son altitude varie de 516  à   1 538 mètres.

### Hydrographie

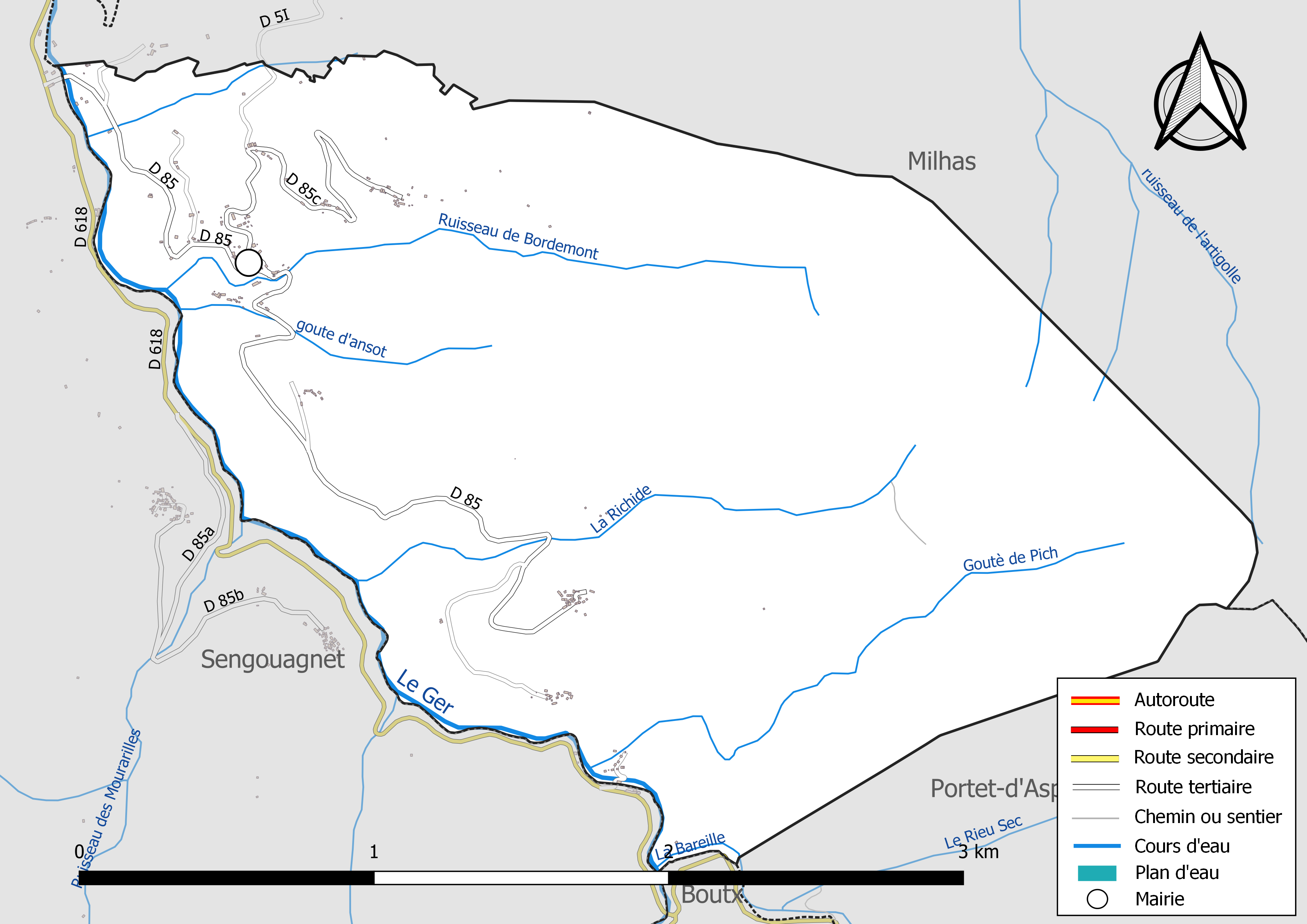
Réseaux hydrographique et routier de Razecueillé.

La commune est dans le bassin de la Garonne, au sein du bassin hydrographique Adour-Garonne. Elle est drainée par le Ger, goute d'ansot, Goutè de Pich, la Bareille, la Richide, le ruisseau de Bordemont, le ruisseau des Mourarilles et par divers petits cours d'eau, constituant un réseau hydrographique de 12 km de longueur totale,.

### Climat
Pour des articles plus généraux, voir Climat de l'Occitanie et Climat de la Haute-Garonne.
En 2010, le climat de la commune est de type climat des marges montargnardes, selon une étude s'appuyant sur une série de données couvrant la période 1971-2000. En 2020, Météo-France publie une typologie des climats de la France métropolitaine dans laquelle la commune est exposée à un climat de montagne ou de marges de montagne et est dans la région climatique Pyrénées centrales, caractérisée par une pluviométrie annuelle de 1 000 à 1 200 mm.
Pour la période 1971-2000, la température annuelle moyenne est de 10,6 °C, avec une amplitude thermique annuelle de 15,2 °C. Le cumul annuel moyen de précipitations est de 1 130 mm, avec 9,5 jours de précipitations en janvier et 8 jours en juillet. Pour la période 1991-2020, la température moyenne annuelle observée sur la station météorologique la plus proche, située sur la commune de Clarac à 20 km à vol d'oiseau, est de 12,5 °C et le cumul annuel moyen de précipitations est de 804,9 mm,. Pour l'avenir, les paramètres climatiques de la commune estimés pour 2050 selon différents scénarios d’émission de gaz à effet de serre sont consultables sur un site dédié publié par Météo-France en novembre 2022.

### Milieux naturels et biodiversité

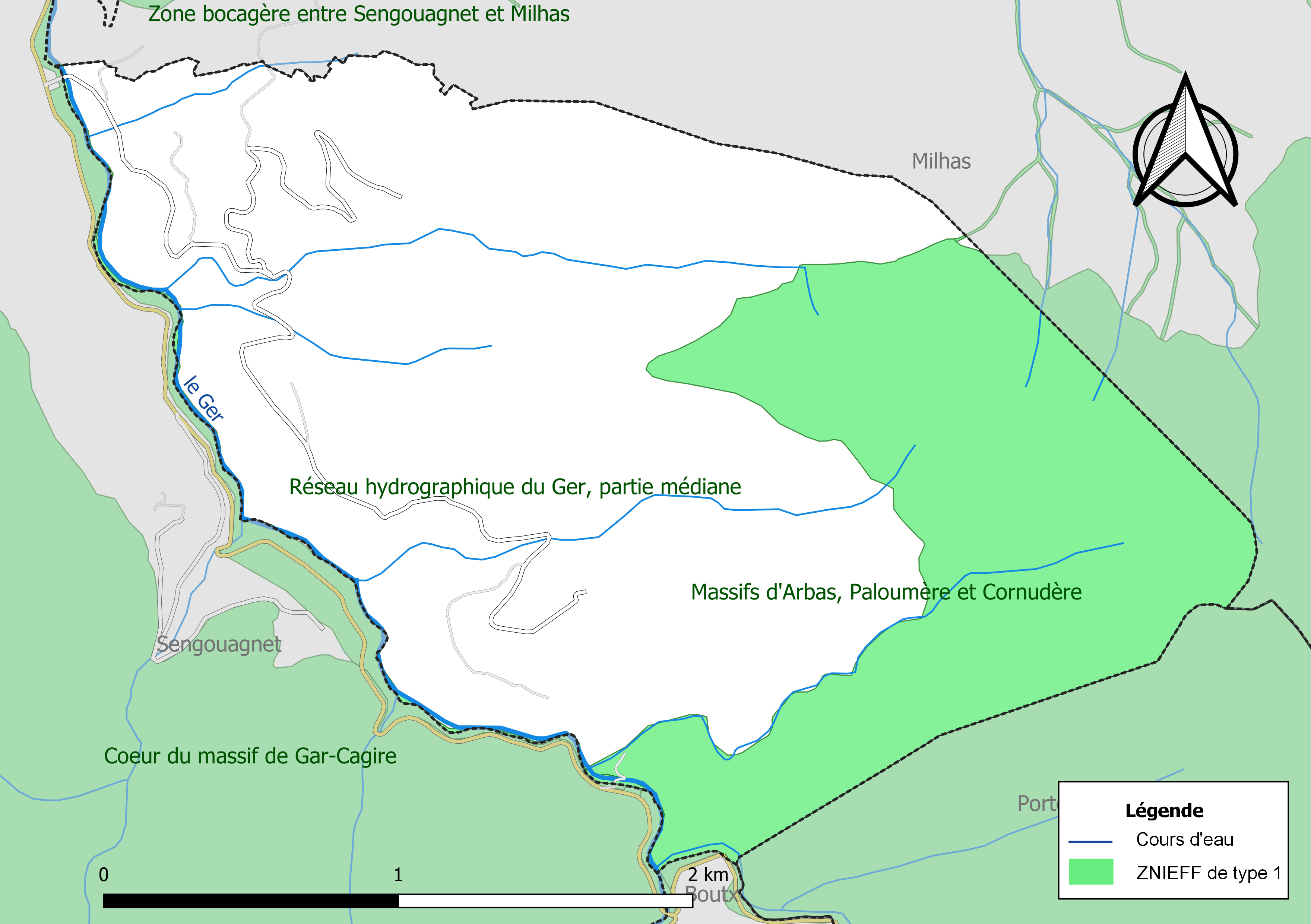
Carte des ZNIEFF de type 1 localisées sur la commune.

L’inventaire des zones naturelles d'intérêt écologique, faunistique et floristique (ZNIEFF) a pour objectif de réaliser une couverture des zones les plus intéressantes sur le plan écologique, essentiellement dans la perspective d’améliorer la connaissance du patrimoine naturel national et de fournir aux différents décideurs un outil d’aide à la prise en compte de l’environnement dans l’aménagement du territoire.
Deux ZNIEFF de type 1 sont recensées sur la commune :
les « massifs d'Arbas, Paloumère et Cornudère » (3 918 ha), couvrant 11 communes dont deux dans l'Ariège et neuf dans la Haute-Garonne et 
le « réseau hydrographique du Ger, partie médiane » (93 ha), couvrant 5 communes du département
et une ZNIEFF de type 2, : 
le « massif de l'Arbas » (27 233 ha), couvrant 45 communes dont 24 dans l'Ariège et 21 dans la Haute-Garonne.

## Urbanisme

### Typologie
Au 1er janvier 2024, Razecueillé est catégorisée commune rurale à habitat très dispersé, selon la nouvelle grille communale de densité à sept niveaux définie par l'Insee en 2022.
Elle est située hors unité urbaine. Par ailleurs la commune fait partie de l'aire d'attraction de Saint-Gaudens, dont elle est une commune de la couronne,. Cette aire, qui regroupe 85 communes, est catégorisée dans les aires de moins de 50 000 habitants,.

### Occupation des sols
L'occupation des sols de la commune, telle qu'elle ressort de la base de données européenne d’occupation biophysique des sols Corine Land Cover (CLC), est marquée par l'importance des forêts et milieux semi-naturels (93,9 % en 2018), une proportion identique à celle de 1990 (93,9 %). La répartition détaillée en 2018 est la suivante : 
forêts (89,2 %), zones agricoles hétérogènes (6,1 %), milieux à végétation arbustive et/ou herbacée (4,7 %). L'évolution de l’occupation des sols de la commune et de ses infrastructures peut être observée sur les différentes représentations cartographiques du territoire : la carte de Cassini (XVIIIe siècle), la carte d'état-major (1820-1866) et les cartes ou photos aériennes de l'IGN pour la période actuelle (1950 à aujourd'hui).

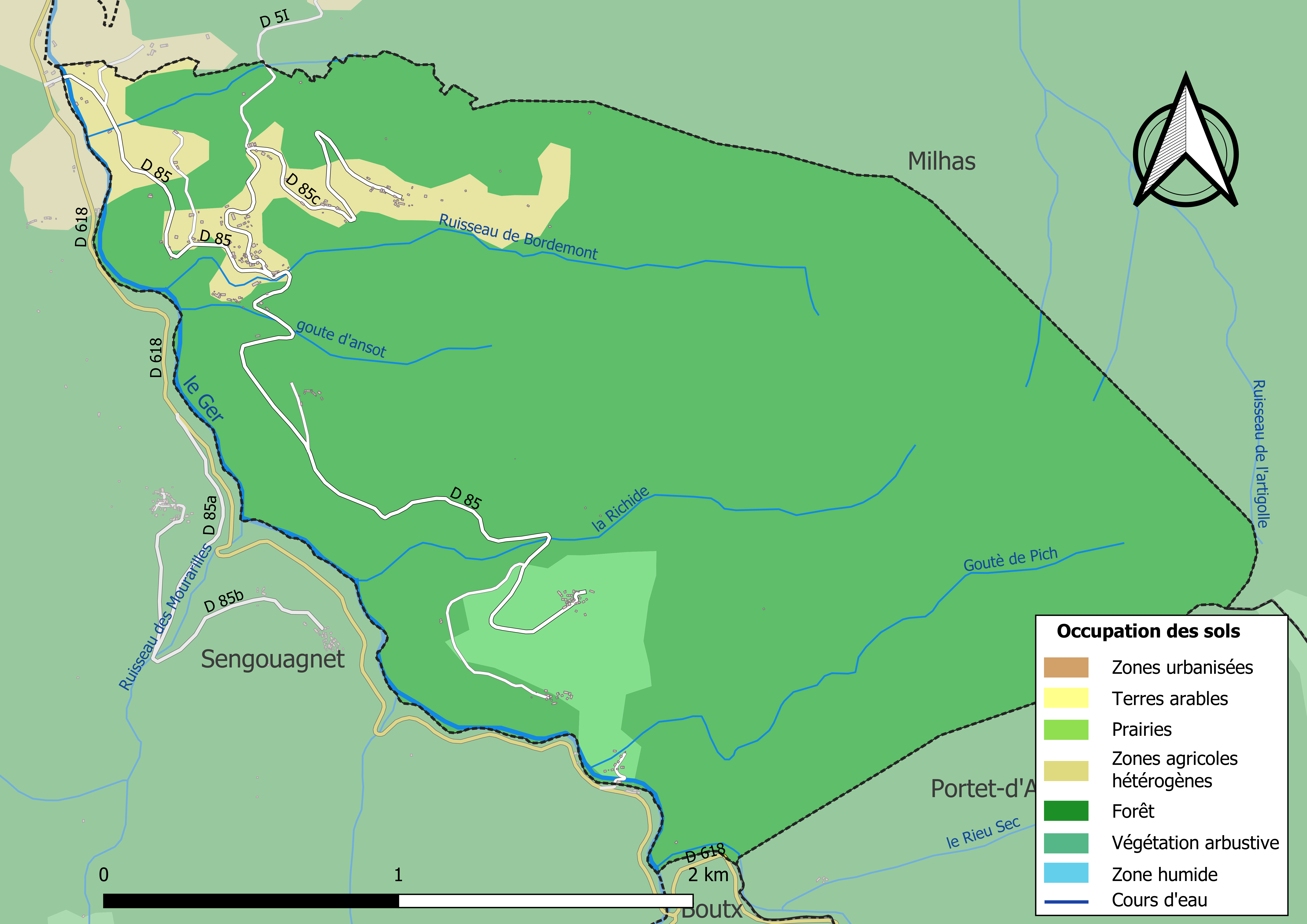
Carte des infrastructures et de l'occupation des sols de la commune en 2018 (CLC).

### Voies de communication et transports
Accès par l'autoroute A64 sortie no 18 puis la route départementale D 5 et D 618 avec le réseau Arc-en-ciel ainsi qu'en gare de Saint-Gaudens sur la ligne Toulouse - Bayonne.

### Risques majeurs
Le territoire de la commune de Razecueillé est vulnérable à différents aléas naturels : météorologiques (tempête, orage, neige, grand froid, canicule ou sécheresse), inondations, feux de forêts et séisme (sismicité modérée). Un site publié par le BRGM permet d'évaluer simplement et rapidement les risques d'un bien localisé soit par son adresse soit par le numéro de sa parcelle.
Certaines parties du territoire communal sont susceptibles d’être affectées par le risque d’inondation par débordement de cours d'eau, notamment le Ger. La commune a été reconnue en état de catastrophe naturelle au titre des dommages causés par les inondations et coulées de boue survenues en 1982, 1999 et 2009,.
Un plan départemental de protection des forêts contre les incendies a été approuvé par arrêté préfectoral du 25 septembre 2006. Razecueillé est exposée au risque de feu de forêt du fait de la présence sur son territoire du massif des Pyrénées. Il est ainsi défendu aux propriétaires de la commune et à leurs ayants droit de porter ou d’allumer du feu dans l'intérieur et à une distance de 200 mètres des bois, forêts, plantations, reboisements ainsi que des landes. L’écobuage est également interdit, ainsi que les feux de type méchouis et barbecues, à l’exception de ceux prévus dans des installations fixes (non situées sous couvert d'arbres) constituant une dépendance d'habitation,

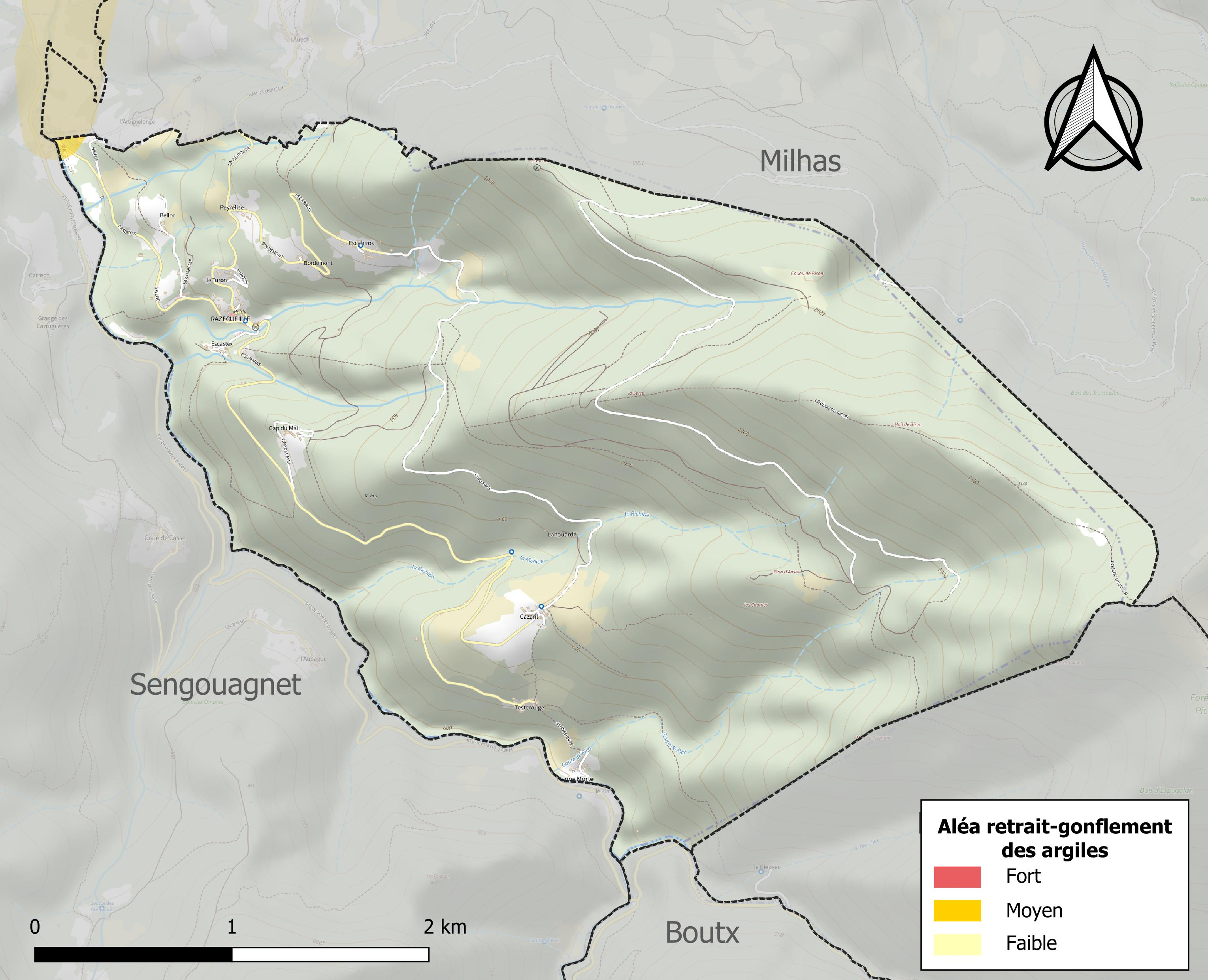
Carte des zones d'aléa retrait-gonflement des sols argileux de Razecueillé.

Le retrait-gonflement des sols argileux est susceptible d'engendrer des dommages importants aux bâtiments en cas d’alternance de périodes de sécheresse et de pluie. 0,1 % de la superficie communale est en aléa moyen ou fort (88,8 % au niveau départemental et 48,5 % au niveau national). Sur les 101 bâtiments dénombrés sur la commune en 2019, 1 sont en aléa moyen ou fort, soit 1 %, à comparer aux 98 % au niveau départemental et 54 % au niveau national. Une cartographie de l'exposition du territoire national au retrait gonflement des sols argileux est disponible sur le site du BRGM,.
Par ailleurs, afin de mieux appréhender le risque d’affaissement de terrain, l'inventaire national des cavités souterraines permet de localiser celles situées sur la commune.
Concernant les mouvements de terrains, la commune a été reconnue en état de catastrophe naturelle au titre des dommages causés par des mouvements de terrain en 1999.

## Histoire
La commune de Razecueillé a été détachée de celle d'Aspet en 1836, en même temps que Sengouagnet et Milhas. Razecueillé n'a donc pas d'histoire propre avant cette date.

## Politique et administration

### Administration municipale
Le nombre d'habitants au recensement de 2017 étant compris entre 0 et 99, le nombre de membres du conseil municipal pour l'élection de 2020 est de sept,.

### Rattachements administratifs et électoraux
Commune faisant partie de la huitième circonscription de la Haute-Garonne, de la communauté de communes Cagire-Garonne-Salat et du canton de Bagnères-de-Luchon (avant le redécoupage départemental de 2014, Razecueillé faisait partie de l'ex-canton d'Aspet) et avant le 1er janvier 2017, elle faisait partie de la communauté de communes des Trois Vallées.
La commune est également membre du SIVOM de Saint-Gaudens Montréjeau Aspet Magnoac.

### Liste des maires
| Période                                  | Période  | Identité                | Étiquette | Qualité                             |
| ---------------------------------------- | -------- | ----------------------- | --------- | ----------------------------------- |
| 1871                                     | 1874     | Mathieu Barrère         |           |                                     |
| 1874                                     | 1881     | Jean-Marie Raoul        |           |                                     |
| 1881                                     | 1885     | Mathieu Barrère         |           |                                     |
| 1885                                     | 1888     | Pierre Barrère          |           |                                     |
| 1888                                     | 1901     | Jean dit Bruno Barrère  |           |                                     |
| 1901                                     | 1904     | Jean-Marie Junca        |           |                                     |
| 1904                                     | 1908     | Bertrand Martin         |           |                                     |
| 1908                                     | 1919     | Jean-Pierret Barrère    |           |                                     |
| 1919                                     | 1942     | Aimé Jean-Marie Barrère |           |                                     |
| 1942                                     | 1944     | Pierre Cabiro           |           | Président de la délégation spéciale |
| 1944                                     | 1977     | Raymond Raoul           |           |                                     |
| 1977                                     | 1989     | Laurent Raoul           |           |                                     |
| mars 1989                                | 2014     | Marie-Thérèse Cesar     |           |                                     |
| mars 2014                                | 2020     | Jean-Claude Cros        | SE        | Agriculteur retraité                |
| mars 2020                                | En cours | Jean-Pierre Barrère     |           |                                     |
| Les données manquantes sont à compléter. |          |                         |           |                                     |

## Population et société

### Démographie
| 1866 | 1872 | 1876 | 1881 | 1886 | 1891 | 1896 | 1901 | 1906 |
| ---- | ---- | ---- | ---- | ---- | ---- | ---- | ---- | ---- |
| 675  | 614  | 600  | 562  | 505  | 534  | 546  | 515  | 519  |

| 1911 | 1921 | 1926 | 1931 | 1936 | 1946 | 1954 | 1962 | 1968 |
| ---- | ---- | ---- | ---- | ---- | ---- | ---- | ---- | ---- |
| 505  | 341  | 306  | 270  | 235  | 110  | 102  | 85   | 69   |

| 1975 | 1982 | 1990 | 1999 | 2006 | 2007 | 2012 | 2017 | 2022 |
| ---- | ---- | ---- | ---- | ---- | ---- | ---- | ---- | ---- |
| 66   | 64   | 36   | 37   | 33   | 32   | 40   | 37   | 31   |

| selon la population municipale des années : | 1968 | 1975 | 1982 | 1990 | 1999 | 2006 | 2009 | 2013 |
| Rang de la commune dans le département      | 540  | 473  | 527  | 553  | 570  | 569  | 572  | 566  |
| Nombre de communes du département           | 592  | 582  | 586  | 588  | 588  | 588  | 589  | 589  |

### Enseignement
Razecueillé fait partie de l'académie de Toulouse.

### Activités sportives
Chasse, randonnée pédestre,

## Économie

### Emploi
|                | 2008  | 2013   | 2018  |
| -------------- | ----- | ------ | ----- |
| Commune        | 0 %   | 10,5 % | 6,7 % |
| Département    | 7,7 % | 9,6 %  | 9,3 % |
| France entière | 8,3 % | 10 %   | 10 %  |

En 2018, la population âgée de 15 à 64 ans s'élève à 15 personnes, parmi lesquelles on compte 66,7 % d'actifs (60 % ayant un emploi et 6,7 % de chômeurs) et 33,3 % d'inactifs,. Depuis 2008, le taux de chômage communal (au sens du recensement) des 15-64 ans est inférieur à celui de la France et du département.
La commune fait partie de la couronne de l'aire d'attraction de Saint-Gaudens, du fait qu'au moins 15 % des actifs travaillent dans le pôle,. Elle compte 3 emplois en 2018, contre 5 en 2013 et 2 en 2008. Le nombre d'actifs ayant un emploi résidant dans la commune est de 9, soit un indicateur de concentration d'emploi de 33,4 % et un taux d'activité parmi les 15 ans ou plus de 30,3 %.
Sur ces 9 actifs de 15 ans ou plus ayant un emploi, 2 travaillent dans la commune, soit 22 % des habitants. Pour se rendre au travail, 88,9 % des habitants utilisent un véhicule personnel ou de fonction à quatre roues, 11,1 % s'y rendent en deux-roues, à vélo ou à pied et.

### Activités hors agriculture
Un seul établissement relevant d’une activité hors champ de l’agriculture est implanté  à Razecueillé au 31 décembre 2019.

### Agriculture
|               | 1988 | 2000 | 2010 | 2020 |
| ------------- | ---- | ---- | ---- | ---- |
| Exploitations | 5    | 2    | 1    | 1    |
| SAU (ha)      | 42   | 11   | 6    | 1    |

La commune est dans les « Pyrénées centrales », une petite région agricole occupant le sud du département de la Haute-Garonne, massif montagneux où s’étagent les vallées profondes, la forêt et les zones intermédiaires, les estives. En 2020, l'orientation technico-économique de l'agriculture  sur la commune est l'élevage d'ovins ou de caprins. Une seule  exploitation agricole ayant son siège dans la commune est recensée lors du recensement agricole de 2020 (cinq en 1988). La superficie agricole utilisée est de 1 ha,,.

## Culture locale et patrimoine

### Lieux et monuments
- Chapelle Sainte-Anne.
- Église Saint-Michel.

## Pour approfondir